# Cleocnemis
Cleocnemis es un género de arañas cangrejo de la familia Philodromidae.

## Especies
- Cleocnemis bryantae (Gertsch, 1933)
- Cleocnemis heteropoda Simon, 1886
- Cleocnemis lanceolata Mello-Leitão, 1929
- Cleocnemis moschata Mello-Leitão, 1943
- Cleocnemis mutilata (Mello-Leitão, 1917)
- Cleocnemis nigra Mello-Leitão, 1943
- Cleocnemis paraguensis (Gertsch, 1933)
- Cleocnemis punctulata (Taczanowski, 1872)
- Cleocnemis rosea Mello-Leitão, 1944
- Cleocnemis rudolphi Mello-Leitão, 1943
- Cleocnemis serrana Mello-Leitão, 1929
- Cleocnemis spinosa Mello-Leitão, 1947
- Cleocnemis taquarae (Keyserling, 1891)
- Cleocnemis xenotypa Mello-Leitão, 1929